# رايموند بيرك
رايموند بيرك (بالإنجليزية: Raymond Burke)‏ هو عازف ساكسفون أمريكي، ولد في 6 يونيو 1904 في نيو أورلينز في الولايات المتحدة، وتوفي بنفس المكان في 21 مارس 1986.

## وصلات خارجية
- رايموند بيرك على موقع IMDb (الإنجليزية)
- رايموند بيرك على موقع ميوزك برينز (الإنجليزية)
- رايموند بيرك على موقع أول ميوزيك (الإنجليزية)